# Periandra pujalu
Periandra pujalu là một loài thực vật có hoa trong họ Đậu. Loài này được Emmerich & L.M.de Senna miêu tả khoa học đầu tiên.